# Serie A 2012-2013 (tchoukball)
La Serie A 2012-2013 è stata la 7ª edizione del campionato italiano di tchoukball di primo livello, organizzato dalla FTBI. Occasionalmente è stato giocato a 9 squadre, in seguito alla riorganizzazione delle realtà ferraresi (passate da 3 a una sola squadra) e al conseguente ripescaggio del Rovello Seran. Nello stesso campionato si è anche avuta la fusione fra le due precedenti squadre astigiane degli Atomik e degli EleKTrauti, che hanno dato origine all'Asti Redox.

## Squadre partecipanti
| Club                    | Città              | Impianto  | Risultato nella stagione 2011-2012 |
| ----------------------- | ------------------ | --------- | ---------------------------------- |
| Asti Redox              | Asti               |           | Terzi/decimi classificati          |
| Gerenzano Sisma-Salus   | Gerenzano (VA)     |           | 9º posto in regular season         |
| Lendinara Celtics       | Lendinara (RO)     |           | 1º posto serie B                   |
| Los Cornetteros Ferrara | Ferrara            |           | Quinti/sesti classificati          |
| Rovello Seran           | Rovello Porro (CO) |           | 3º posto serie B                   |
| Rovello Sgavisc         | Rovello Porro (CO) |           | Finalisti                          |
| Saronno Castor          | Saronno (VA)       | PalaDozio | Campioni d'Italia                  |
| Saronno Pollux          | Saronno (VA)       | PalaDozio | 7º posto in regular season         |
| Varese Pirates          | Varese             |           | 8º posto in regular season         |

## Stagione regolare

### Calendario

#### 1ª giornata
| 21 ottobre 2012 | Saronno Castor | 74 – 33 | Asti Redox |  |

| 21 ottobre 2012 | Rovello Sgavisc | 61 – 46 | Lendinara Celtics |  |

| 21 ottobre 2012 | Saronno Pollux | 37 – 46 | Asti Redox |  |

| 21 ottobre 2012 | Rovello Seran | 34 – 58 | Los Cornetteros Ferrara |  |

| 21 ottobre 2012 | Saronno Castor | 57 – 40 | Saronno Pollux |  |

| 21 ottobre 2012 | Rovello Sgavisc | 55 – 55 | Los Cornetteros Ferrara |  |

| 21 ottobre 2012 | Rovello Seran | 42 – 51 | Lendinara Celtics |  |

#### 2ª giornata
| 25 ottobre 2012 | Varese Pirates | 46 – 62 | Rovello Sgavisc |  |

| 30 ottobre 2012 | Gerenzano Sisma-Salus | 32 – 58 | Rovello Seran |  |

| 4 novembre 2012 | Los Cornetteros Ferrara | 62 – 52 | Saronno Pollux |  |

| 4 novembre 2012 | Lendinara Celtics | 45 – 63 | Saronno Castor |  |

| 4 novembre 2012 | Los Cornetteros Ferrara | 45 – 63 | Saronno Castor |  |

| 4 novembre 2012 | Lendinara Celtics | 53 – 51 | Saronno Pollux |  |

| 8 novembre 2012 | Varese Pirates | 56 – 53 | Rovello Seran |  |

| 8 novembre 2012 | Gerenzano Sisma-Salus | 39 – 60 | Rovello Sgavisc |  |

#### 3ª giornata
| 18 novembre 2012 | Rovello Sgavisc | 55 – 45 | Asti Redox |  |

| 18 novembre 2012 | Rovello Seran | 56 – 45 | Asti Redox |  |

| 18 novembre 2012 | Rovello Sgavisc | 59 – 40 | Rovello Seran |  |

| 18 novembre 2012 | Los Cornetteros Ferrara | 70 – 54 | Varese Pirates |  |

| 18 novembre 2012 | Lendinara Celtics | 66 – 60 | Gerenzano Sisma-Salus |  |

| 18 novembre 2012 | Los Cornetteros Ferrara | 74 – 50 | Gerenzano Sisma-Salus |  |

| 18 novembre 2012 | Lendinara Celtics | 60 – 61 | Varese Pirates |  |

#### 4ª giornata
| 2 dicembre 2012 | Saronno Castor | 53 – 57 | Rovello Sgavisc |  |

| 2 dicembre 2012 | Saronno Pollux | 55 – 44 | Rovello Seran |  |

| 2 dicembre 2012 | Saronno Castor | 63 – 42 | Rovello Seran |  |

| 2 dicembre 2012 | Saronno Pollux | 50 – 63 | Rovello Sgavisc |  |

| 2 dicembre 2012 | Asti Redox | 60 – 57 | Varese Pirates |  |

| 2 dicembre 2012 | Varese Pirates | 57 – 48 | Gerenzano Sisma-Salus |  |

| 2 dicembre 2012 | Asti Redox | 48 – 47 | Gerenzano Sisma-Salus |  |

#### 5ª giornata
| 13 gennaio 2013 | Los Cornetteros Ferrara | 64 – 50 | Lendinara Celtics |  |

| 13 gennaio 2013 | Los Cornetteros Ferrara | 56 – 49 | Asti Redox |  |

| 13 gennaio 2013 | Lendinara Celtics | 49 – 53 | Asti Redox |  |

| 13 gennaio 2013 | Varese Pirates | 40 – 60 | Saronno Castor |  |

| 13 gennaio 2013 | Gerenzano Sisma-Salus | 41 – 59 | Saronno Pollux |  |

| 13 gennaio 2013 | Varese Pirates | 65 – 49 | Saronno Pollux |  |

| 13 gennaio 2013 | Gerenzano Sisma-Salus | 39 – 66 | Saronno Castor |  |

#### 6ª giornata
| 27 gennaio 2013 | Los Cornetteros Ferrara | 54 – 65 | Rovello Sgavisc |  |

| 27 gennaio 2013 | Lendinara Celtics | 59 – 59 | Rovello Seran |  |

| 27 gennaio 2013 | Los Cornetteros Ferrara | 64 – 47 | Rovello Seran |  |

| 27 gennaio 2013 | Lendinara Celtics | 43 – 69 | Rovello Sgavisc |  |

| 16 marzo 2013 | Asti Redox | 63 – 47 | Saronno Pollux |  |

| 17 marzo 2013 | Asti Redox | 47 – 60 | Saronno Castor |  |

| 29 aprile 2013 | Saronno Pollux | 63 – 69 | Saronno Castor |  |

#### 7ª giornata
| 10 febbraio 2013 | Saronno Castor | 70 – 59 | Los Cornetteros Ferrara |  |

| 10 febbraio 2013 | Saronno Pollux | 66 – 61 | Lendinara Celtics |  |

| 10 febbraio 2013 | Saronno Castor | 78 – 30 | Lendinara Celtics |  |

| 10 febbraio 2013 | Saronno Pollux | 49 – 59 | Los Cornetteros Ferrara |  |

| 10 febbraio 2013 | Rovello Sgavisc | 74 – 54 | Varese Pirates |  |

| 10 febbraio 2013 | Rovello Seran | 71 – 50 | Gerenzano Sisma-Salus |  |

| 10 febbraio 2013 | Rovello Sgavisc | 71 – 50 | Gerenzano Sisma-Salus |  |

| 10 febbraio 2013 | Rovello Seran | 60 – 64 | Varese Pirates |  |

#### 8ª giornata
| 10 marzo 2013 | Asti Redox | 53 – 64 | Rovello Sgavisc |  |

| 10 marzo 2013 | Rovello Seran | 44 – 66 | Rovello Sgavisc |  |

| 10 marzo 2013 | Asti Redox | 53 – 46 | Rovello Seran |  |

| 10 marzo 2013 | Varese Pirates | 30 – 0 | Los Cornetteros Ferrara |  |

| 10 marzo 2013 | Gerenzano Sisma-Salus | 54 – 66 | Lendinara Celtics |  |

| 10 marzo 2013 | Varese Pirates | 57 – 61 | Lendinara Celtics |  |

| 10 marzo 2013 | Gerenzano Sisma-Salus | 52 – 65 | Los Cornetteros Ferrara |  |

#### 9ª giornata
| 24 marzo 2013 | Rovello Seran | 54 – 55 | Saronno Pollux |  |

| 24 marzo 2013 | Rovello Sgavisc | 61 – 54 | Saronno Castor |  |

| 24 marzo 2013 | Rovello Sgavisc | 72 – 43 | Saronno Pollux |  |

| 24 marzo 2013 | Rovello Seran | 35 – 71 | Saronno Castor |  |

| 24 marzo 2013 | Gerenzano Sisma-Salus | 50 – 68 | Varese Pirates |  |

| 24 marzo 2013 | Varese Pirates | 56 – 57 | Asti Redox |  |

| 24 marzo 2013 | Gerenzano Sisma-Salus | 43 – 53 | Asti Redox |  |

#### 10ª giornata
| 7 aprile 2013 | Asti Redox | 53 – 59 | Los Cornetteros Ferrara |  |

| 7 aprile 2013 | Saronno Pollux | 59 – 52 | Gerenzano Sisma-Salus |  |

| 7 aprile 2013 | Saronno Castor | 72 – 38 | Gerenzano Sisma-Salus |  |

| 22 aprile 2013 | Lendinara Celtics | 53 – 62 | Los Cornetteros Ferrara |  |

| 22 aprile 2013 | Saronno Pollux | 67 – 65 | Varese Pirates |  |

| 24 aprile 2013 | Saronno Castor | 67 – 53 | Varese Pirates |  |

| 28 aprile 2013 | Asti Redox | 57 – 55 | Lendinara Celtics |  |

### Classifica
La classifica della regular season è la seguente:
- Pt. = punti, G = partite giocate, V = partite vinte, N = partite pareggiate, P = partite perse, PF = punti fatti, PS = punti subiti
- La qualificazione ai playoff è indicata in verde
- Le partecipanti ai Playout per la permanenza in Serie A sono indicate in giallo
- La squadra retrocessa è indicata in rosso

|  | Pos. | Squadra                 | Pt. | G  | V  | N | P  | PF | PS |
|  | ---- | ----------------------- | --- | -- | -- | - | -- | -- | -- |
|  | 1    | Rovello Sgavisc         | 31  | 16 | 15 | 1 | 0  |    |    |
|  | 2    | Saronno Castor          | 28  | 16 | 14 | 0 | 2  |    |    |
|  | 3    | Los Cornetteros Ferrara | 23  | 16 | 11 | 1 | 4  |    |    |
|  | 4    | Asti Redox              | 18  | 16 | 9  | 0 | 7  |    |    |
|  | 5    | Varese Pirates          | 14  | 16 | 7  | 0 | 9  |    |    |
|  | 6    | Saronno Pollux          | 12  | 16 | 6  | 0 | 10 |    |    |
|  | 7    | Lendinara Celtics       | 11  | 16 | 5  | 1 | 10 |    |    |
|  | 8    | Rovello Seran           | 7   | 16 | 3  | 1 | 12 |    |    |
|  | 9    | Gerenzano Sisma-Salus   | 0   | 16 | 0  | 0 | 16 |    |    |

## Playoff e playout
|  | Semifinali              | Semifinali              | Semifinali     |                |                 | Finale                  | Finale                  | Finale             |  |
|  |                         |                         |                |                |                 |                         |                         |                    |  |
|  | Rovello Sgavisc         | Rovello Sgavisc         | 67             |                |                 |                         |                         |                    |  |
|  | Rovello Sgavisc         | Rovello Sgavisc         | 67             |                |                 |                         |                         |                    |  |
|  | Asti Redox              | Asti Redox              | 59             |                |                 |                         |                         |                    |  |
|  | Asti Redox              | Asti Redox              | 59             |                | Rovello Sgavisc | Rovello Sgavisc         | 56                      |                    |  |
|  |                         |                         |                |                | Rovello Sgavisc | Rovello Sgavisc         | 56                      |                    |  |
|  |                         |                         | Saronno Castor | Saronno Castor | 63              |                         |                         |                    |  |
|  | Saronno Castor          | Saronno Castor          | Saronno Castor | Saronno Castor | 63              | 63                      |                         |                    |  |
|  | Saronno Castor          | Saronno Castor          |                |                |                 | 63                      |                         |                    |  |
|  | Los Cornetteros Ferrara | Los Cornetteros Ferrara | 52             |                |                 | Finale 3º-4º posto      | Finale 3º-4º posto      | Finale 3º-4º posto |  |
|  | Los Cornetteros Ferrara | Los Cornetteros Ferrara | 52             |                |                 |                         |                         |                    |  |
|  |                         |                         |                |                |                 |                         |                         |                    |  |
|  |                         |                         |                |                |                 | Asti Redox              | Asti Redox              | 64                 |  |
|  |                         |                         |                |                |                 | Asti Redox              | Asti Redox              | 64                 |  |
|  |                         |                         |                |                |                 | Los Cornetteros Ferrara | Los Cornetteros Ferrara | 72                 |  |

### Semifinali
| Ferrara 19 maggio 2013, ore 9:30 | Rovello Sgavisc | 67 – 59 | Asti Redox |  |

| Ferrara 19 maggio 2013, ore 10:30 | Saronno Castor | 63 – 52 | Los Cornetteros Ferrara |  |

### Playout
| Ferrara 19 maggio 2013, ore 12:15 | Ferrara Coconuts | 60 – 53 | Rovello Seran |  |

| Ferrara 19 maggio 2013, ore 14:00 | Ferrara Donuts | 57 – 63 | Gerenzano Sisma-Salus |  |

### Rappresentative femminili
| Ferrara 19 maggio 2013, ore 11:35 | Zona Est | 20 – 22 | Zona Ovest |  |

| Ferrara 19 maggio 2013, ore 13:20 | Zona Centro | 26 – 22 | Zona Ovest |  |

| Ferrara 19 maggio 2013, ore 15:00 | Zona Est | 27 – 23 | Zona Centro |  |

### Finale 3º - 4º posto
| Ferrara 19 maggio 2013, ore 15:40 | Los Cornetteros Ferrara | 72 – 67 | Asti Redox |  |

### Finale
| Ferrara 19 maggio 2013, ore 16:40 | Rovello Sgavisc | 56 – 63 | Saronno Castor |  |

## Verdetti
- Saronno Castor Campioni d'Italia 2012-2013
- Rovello Sgavisc e Saronno Castor qualificati alla European Winners Cup 2014
- Rovello Seran retrocessi in Serie B 2013-2014, successivamente ripescati a completamento organici
- Gerenzano Sisma-Salus chiudono alla fine della stagione